# Jeremoabo
Jeremoabo est une municipalité brésilienne de l'État de Bahia et la microrégion de Jeremoabo.